# Langeleik
Langeleik er en citar der er kendt fra norsk folkemusik. Det er et strengeinstrument som har en lang, tynd resonanskasse, med eller uden bund, og antallet af strenge kan variere. Normalt drejer det sig om én melodistreng og syv akkompagnementsstrenge.
Dette instrument blev oprindeligt kaldt langspill. Der er fundet en langeleik som er dateret så tidlig som 1524. Instrumentet er udbredt over det meste af Norge, faktisk så langt nord som i Finnmark.
Blandt beslægtede instrumenter kan nævnes nederlandsk Hommel, svensk Hummel, fransk Épinette des Vosges, og amerikansk dulcimer.